# Гай Бруттий Презент (консул 153 года)
Гай Бруттий Презент (лат. Gaius Bruttius Praesens) — римский политический деятель середины II века. Тесть императора Коммода. 
Его отцом был консул 139 года Гай Бруттий Презент, а матерью Лаберия Гостилия Криспина.
Военную службу начал около 136 года трибуном III Галльского легиона, дислоцировавшегося в провинции Сирия. Государственную карьеру начал с должности квестора (год исполнения квесторских полномочий неизвестен). Кроме того, он входил в состав нескольких жреческих коллегий. В 139 году Презент получил от императора Антонина Пия патрицианское звание. В 153 году он становится консулом вместе с Авлом Юнием Руфином. С 166 по 167 год в качестве проконсула Презент управлял провинцией Африка. В 178 году на дочери Бруттия женился сын и наследник императора Марка Аврелия — Коммод. Затем он принимал участие в походе императора против квадов, сарматов и маркоманов. В 180 году Презент во второй раз становится консулом вместе с Секстом Квинтилием Кондианом. Дальнейшая его судьба неизвестна.